# 璜·馬努爾·瓦茲奎茲
璜·馬努爾·瓦茲奎茲（1988年3月23日—）生於布宜諾斯艾利斯，是一名阿根廷手球運動員，曾代表國家參加2012年倫敦奧運的男子手球比賽，並未獲得獎牌。